# Fosfură de aluminiu
Fosfura de aluminiu este un compus anorganic extrem de toxic cu formula chimică AlP folosită ca fumigant. Acest solid incolor este o pulbere gri-verde-galbenă datorită prezenței impurităților care apar din hidroliză și oxidare.
Este o sare de fosfor din anion și aluminiu, provenit din cation, cu aspect de pulbere albă, reacționează cu apa, de aceea trebuie menținută la uscat, deoarece amestecat cu apă sau cu un acid, suferă o hidroliză și dă un hidroxid și fosfină PH3, un gaz foarte periculos: toxic și inflamabil.
Poate fi utilizat ca rodenticid, similar cu fosfură de zinc sau fosfură de calciu.

## Proprietăți
Cristalele AlP sunt de culoare gri închis până la galben închis și au o structură de cristal zincblende cu o constantă de zăcământ de 5.4510 Å la 300 de grade Kelvin. Sunt stabile termodinamic până la 1.000°C.
Fosfera de aluminiu reacționează cu apa sau acizii pentru a elibera fosfină:
AlP + 3 H2O → Al(OH)3 + PH3
AlP + 3 H+ → Al3+ + PH3